# ПраймТайм
«ПраймТайм» — российский мюзикл, идущий на сцене Московского театра мюзикла. Автор идеи — художественный руководитель театра Михаил Швыдкой. Премьера состоялась 5 марта 2020 года
..

## Сюжет
Девушка по имени Анна работает в кафе в провинциальном городе Сысоевск и мечтает принять участие в главном вокальном телеконкурсе страны «ПраймТайм», хочет покорить Москву, победив в рэп-баттле, или попав в труппу московского театра. Когда пришло приглашение на музыкальное телешоу, она отправилась в столицу и победила. Какой ценой стали ли она счастлива, пойдя на жертвы? Историю борьбы за успех, настоящей дружбы и любви, о закулисье телевизионных шоу, где победителя выбирают зрители, о соперниках, об организаторах.

## Действующие лица и исполнители
- Аня — дебютантка из провинции, приехавшая покорять страну на шоу[10]
- Максим — композитор, бывший парень Ани[11]
- Лёля — участница шоу «ПраймТайм», девушка из интеллигентной московской семьи, дочь профессора консерватории
- Сергей — музыкальный руководитель шоу «ПраймТайм»
- Кирилл Константинович — генеральный директор канала
- Николай — коммерческий директор
- Данила-мейкер — стилист, визажист
- Борис Моисеевич — телевизионный редактор
- Оксана — ведущая и продюсер «ПраймТайм», в отношениях с Сергеем
- Матвей — чудаковатый участник шоу «ПраймТайм» из Челябинска
- Кристина — конкурсантка-рокерша
- Лина — недавно начавшая работу ассистентка, которая волею случая становится линейным продюсером шоу
- Саша — оператор

| Персонаж              | Исполнители |
| --------------------- | --- |
| Аня                   | Галина Безрук, Ася Будрина, Екатерина Новоселова, Ксения Лазаревич                                                                                        |
| Максим                | Александр Казьмин, Дмитрий Фёдоров, Денис Котельников |
| Сергей                | Евгений Вальц, Константин Иванов, Вадим Дубровин |
| Кирилл Константинович | Игорь Балалаев, Андрей Гусев |
| Николай               | Максим Заусалин, Марат Абдрахимов |
| Борис Моисеевич       | Павел Любимцев, Петр Таренков |
| Данила-мейкер         | Ефим Шифрин, Александр Резалин, Максим Заусалин |
| Матвей                | Никита Шишкин, Вадим Дубровин, Денис Котельников |
| Оксана                | Оксана Костецкая, Лика Рулла |
| Лина                  | Марина Чирикова, Юлия Довганишина |
| Саша                  | Владислав Юдин, Андрей Пришутов |
| Лёля                  | Екатерина Новоселова, Юлия Довганишина |
| Кристина              | Виктория Пивко |
| Мэр Сысоевска         | Антон Дёров |
| Мать Анны             | Елена Моисеева, Таис Урумидис |
| Ансамбль              | Наталия Соболева, Мария Наумова, Рустам Абдрашитов, Виктория Соловьева, Татьяна Батманова, Дмитрий Савин, Ирина Перова, Андрей Вальц, Юлия Лобанова и др. |

- Творческая команда:
  - Автор идеи — Михаил Швыдкой[14][15][16]
  - Либретто — Елена Киселева
  - Композитор — Максим Лепаж[17]
  - Режиссеры-постановщики — Марина Швыдкая[18], Себастьян Солдевилья
  - Хореограф-постановщик — Женевьев Дорион-Купаль
  - Ассистенты хореографа — Венсан Нуазе, Эмили Бонаво
  - Художник-постановщик — Оливье Ландревиль
  - Ассистент художника по костюмам — Лина Полонская
  - Художник по свету — Эрик Шампу

## Критика
Мюзикл получил положительную критику зрителей и экспертов. «"ПраймТайм" - конечно, уникальный спектакль. Не просто отечественный мюзикл, а не перенос чужого. Но мюзикл - современный, честно рассказывающий о современных проблемах» . «Среди большого количества московских мюзиклов появился один необычный: шансон, рэп-баттлы и политическая сатира». «Нечто среднее между историей современной Золушки и перенесённым в наши дни мюзиклом «Метро»». «Текст в мюзикле (и это в развлекательном жанре!) актуальней, правдивее, чем в какой-нибудь современной драме». «Как и положено бродвейскому стилю, спектакль не устает удивлять визуальными эффектами. Действие идет не только на сцене, но и на телемониторах, перекидывается в зал». «Согласно замыслу Михаила Швыдкого, это первый оригинальный мюзикл о современной жизни в России, и формат проекта, к счастью, позволяет актуализировать то самое соответствие времени, разбавляя каждый спектакль остротами на злобу дня, пряча «пасхалочки» и то и дело расставляя «по ходу пьесы» маркеры для зрителя на знание культурных кодов, а учитывая вариативность составов, акценты можно расставлять так долго, как позволят законы комбинаторики и фантазия артистов – скучать даже постоянному зрителю не придётся однозначно». «У русского мюзикла, как оказалось, большое и, смею надеяться, счастливое будущее». «Оценивая зрелище в целом, можно с уверенностью рекомендовать зрителям не рваться в первые ряды. Широко раскинувшиеся декорации с проекционными экранами по бокам сцены, яркие костюмы и мониторы шоу «ПраймТайм», а также стремительная и техничная хореография и акробатика взывают смотреть на них по-есенински: не глаза в глаза, а с определённого расстояния». «Мир закулисных интриг кухни телевизионного шоу-бизнеса показан через музыкальный андеграунд и рэп-батл». «Из синтеза зарубежного размаха и глубокой российской драматургии родился абсолютно оригинальный мюзикл, который на протяжении 3-ёх часов держит внимание публики. Каждый персонаж прекрасного спектакля - не абстрактный человек, далёкий от реальной жизни, а целостная личность,  с узнаваемым самобытным характером и насыщенной событиями судьбой». «Авторы мюзикла блестяще передают ощущение безысходности, царящее в городах, выстроенных вокруг тюрем и градообразующих предприятий. И такой разговор о современной России — большая редкость в жанре мюзикла; на отечественную сцену в этом жанре обычно попадают либо адаптации западных театральных блокбастеров, либо инсценировки классики».